# Trichophaea gregaria
Trichophaea gregaria är en svampart som först beskrevs av Rehm, och fick sitt nu gällande namn av Jean Louis Emile Boudier 1907. Trichophaea gregaria ingår i släktet Trichophaea och familjen Pyronemataceae.  Utöver nominatformen finns också underarten intermedia.